# Marokkanische Rennratte
Die im nordwestlichen Afrika verbreitete Marokkanische Rennratte (Meriones grandis) ist ein Nagetier in der Gattung der Rennratten. Die Art zählt zur Untergattung Pallasiomys und wurde in verschiedenen Abhandlungen als Unterart oder Synonym der Shaw-Rennratte (Meriones shawi) gelistet.

## Merkmale
Mit einer Kopf-Rumpf-Länge von 138 bis 200 mm, einer Schwanzlänge von 134 bis 185 mm und einem Gewicht von 230 bis 255 g ist die Art deutlich größer als die meisten Exemplare der Shaw-Rennratte. Es sind 33 bis 40 mm lange Hinterfüße und 19 bis 24 mm lange Ohren vorhanden. Weitere Unterschiede zur Shaw-Rennratte bestehen in einer kürzeren Reihe der Molaren und einem breiteren Schädel. Das sandbraune Fell der Oberseite geht ohne deutliche Grenze in die weiße Unterseite über. Der Schwanz ist gut behaart und dunklere sowie leicht längere Haare an der Spitze bilden eine Quaste. Auf den Fußsohlen kommen wenige Haare vor. Die 16 Zitzen der Weibchen sind paarig angeordnet.

## Verbreitung
Das Verbreitungsgebiet reicht vom zentralen Marokko beiderseits des Atlasgebirges über das nördliche Algerien bis ins zentrale Tunesien. Die Marokkanische Rennratte lebt im Flachland und in Gebirgen bis 2800 Meter Höhe. Sie hält sich in Strauchflächen auf und besucht oft Gärten, Ackerflächen und Plantagen.

## Lebensweise
Diese nachtaktive Rennratte ruht am Tage in selbstgegrabenen Tunnelsystemen. Vermutlich bilden sich im Bau, wie bei anderen Gattungsvertretern, mehr oder weniger große Kolonien. Die Nahrung besteht vorwiegend aus Pflanzensamen und Blüten. Im westlichen Teil des Verbreitungsgebiets waren viele Weibchen im April trächtig oder sie hatten aktive Milchdrüsen. Ein Wurf enthält 5 bis 10 Neugeborene.

## Gefährdung
Die IUCN listet die Art als nicht gefährdet (least concern) aufgrund fehlender Bedrohungen und einer stabilen Gesamtpopulation. In Anbaugebieten wird die Marokkanische Rennratte gelegentlich als Schädling bekämpft.